# Karl Bartmann

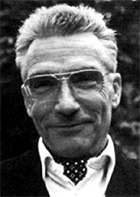
Karl Bartmann, ca. 2000

Karl Bartmann (* 18. Juni 1920 in Hamm; † 25. April 2008 in Bad Soden am Taunus) war ein deutscher Facharzt für Laboratoriumsmedizin.

## Leben
Karl Bartmann wuchs als ältester Sohn des Rechtsanwaltes Ferdinand Bartmann und seiner Frau Maria, geb. Boese, in Berlin auf. Sein Großvater war der Unternehmer Bernard Bartmann. Er studierte ab 1940 an den Universitäten Leipzig, Rostock und Marburg Medizin und wurde 1944 mit nach Verteidigung seiner Dissertationsschrift Der Konstitutionstypus der Geliebtenmörder zum Dr. med. promoviert. Von 1945 bis 1955 arbeitete er an der II. Medizinischen Klinik der Berliner Charité, am Pharmakologischen Institut der Freien Universität Berlin und am Robert Koch-Institut Berlin. 1955 wurde er Chefarzt und Leiter des Zentrallabors der städtischen Klinik für Lungenkranke Heckeshorn (später: Lungenklinik Heckeshorn) in Berlin. 1962 habilitierte er sich an der FU Berlin mit der Habilitationsschrift Der Wirkungstyp von Isonicotinsäurehydrazid. Von 1967 bis 1973 leitete er das Institut für Medizinische Mikrobiologie der Farbenfabriken Bayer AG in Wuppertal-Elberfeld und gründete danach mit seiner Kollegin G. Koch in Wuppertal die Laboratorien Aprath, an denen alle einschlägigen Laboruntersuchungen durchgeführt wurden. Von 1980 bis 1984 wirkte er zudem als Lehrbeauftragter für Labormedizin an der Heinrich-Heine-Universität Düsseldorf.
Er war in zahlreichen wissenschaftlichen Gremien tätig: So beteiligte er sich 1964 an der Gründung der wissenschaftlichen Arbeitsgemeinschaft für die Therapie von Lungenkrankheiten (WATL) Frankfurt und 1967 an der Gründung der Paul-Ehrlich-Gesellschaft für Chemotherapie Frankfurt. Ferner war er Mitglied in der Deutschen Gesellschaft für Hygiene und Mikrobiologie, dem Deutschen Zentralkomitee zur Bekämpfung der Tuberkulose, der Deutschen Gesellschaft für Pneumologie und Tuberkulose, der Internationalen Union Against Tuberculosis (IUAT), in der Sociedad Peruana da Tisiologia y Enfermidades Respiratorias und als korrespondierendes Mitglied im Istituto Brasiliero para Investigacao da Tuberculose.
Karl Bartmann war seit 1947 mit Gisela Zunkel verheiratet und hatte mit ihr zwei Söhne, den Filmregisseur Stefan Bartmann und den Kunsthistoriker Dominik Bartmann. Er starb am 25. April 2008 in Bad Soden am Taunus bei Frankfurt.

## Schriften
- Isoniazid, Thieme Verlag, Stuttgart 1963
- Mykobakterien und mykobakterielle Krankheiten / T. 8: Tuberkulose-Prophylaxe, VEB Fischer, Jena 1971
- Mykobakterien und mykobakterielle Krankheiten / Teil 3: Bakteriologische Grundlagen der Chemotherapie der Tuberkulose, VEB Fischer, Jena 1975
- Antimikrobielle Chemotherapie, Heidelberger Taschenbücher, Bd. 137, Springer-Verlag, Berlin 1974, ISBN 3-540-06379-X
- Kritik der Ursachenforschung bei Infektionskrankheiten, Wissenschaftliche Verlagsgesellschaft, Stuttgart 2001 ISBN 3-8047-1894-9
- Lungentuberkulose, Springer Verlag, Berlin 1981
- Antituberculosis drugs, Springer Verlag, Berlin 1988
- Zur Geschichte der Familie Bartmann aus Herbern, zus. mit Hermann Frericks, Wuppertal 1991
- Zur Geschichte und Theorie der therapeutisch-klinischen Forschungen bei chronischen Krankheiten am Beispiel der chronischen Lungentuberkulose, Bad Soden 2008 (im Druck)

## Auszeichnungen
- 1961 Franz-Redeker-Preis
- 1966 Robert-Koch-Preis
- 1967 Honorarprofessur an der Freien Universität Berlin